# Gironomysis lalanai
Gironomysis lalanai är en kräftdjursart som beskrevs av Ortiz et al. 1997. Gironomysis lalanai ingår i släktet Gironomysis och familjen Mysidae. Inga underarter finns listade i Catalogue of Life.